# 帕特南县 (佛罗里达州)
帕特南縣（英語：Putnam County）是美國佛羅里達州東北部的一個縣。面積2,142平方公里。根據美國2000年人口普查，共有人口70,423人。縣治帕拉特卡（Palatka）。
成立於1849年1月18日。以曾在第一次塞米諾爾戰爭作戰，後任律師、州議員以及該州歷史學會首任會長的本傑明·A·帕特南命名。